# Polycyrtus luisi
Polycyrtus luisi är en stekelart som beskrevs av Zuniga 2004. Polycyrtus luisi ingår i släktet Polycyrtus och familjen brokparasitsteklar. Inga underarter finns listade i Catalogue of Life.